# Hyporhamphus picarti
La agujeta africana o saltón es la especie Hyporhamphus picarti, un pez marino de la familia hemirránfidos, distribuido por la costa este del océano Atlántico desde Marruecos hasta Angola, así como por la costa sur del mar Mediterráneo desde Líbano hasta Marruecos.

## Importancia para el hombre
Es pescado para alimentación humana y se comercializa fresco en los mercados.

## Anatomía
Con el cuerpo largo y mandíbula inferior más larga que la superior como es característico de la familia, con una longitud máxima descrita de 20 cm, aunque su longitud máxima normal es de 15 cm.

## Hábitat y biología
Habitan aguas marinas y salobres subtropicales, bento-pelágicas siempre cerca de la costa, a menudo penetrando en estuarios.
Viven en o cerca del fondo, donde se alimenta de algas y restos orgánicos que recogen de la superficie del sedimento. Formas cardúmenes, que son atraídos por las luces de los barcos de pesca en la noche; los huevos son adheridos a la vegetación acuática por hilos pegajosos.